# Norwich, Kansas
Norwich là một thành phố thuộc quận Kingman, tiểu bang Kansas, Hoa Kỳ. Năm 2010, dân số của xã này là 491 người.

## Dân số
Dân số các năm:
- Năm 2000: 551 người
- Năm 2010: 491 người